# Quadratura de Gauss
En càlcul numèric, un mètode de quadratura és una aproximació de la integral definida d'una funció, que normalment es calcula com un sumatori ponderat de valors de la funció a determinats punts especificats dins del domini d'integració.
(Vegeu integració numèrica per trobar més mètodes de quadratura.)
Una quadratura de Gauss de n punts (anomenada així en honor de Carl Friedrich Gauss), és un mètode de quadratura construït de forma que dona un resultat exacte per a tots els polinomis de grau 2n − 1, 
gràcies a una tria adequada dels n punts xi i dels n pesos wi.
El domini d'integració d'aquest mètode és, per convenció, [−1, 1], 
Així el mètode queda establert com
{\displaystyle \int _{-1}^{1}f(x)\,dx\approx \sum _{i=1}^{n}w_{i}f(x_{i}).}
En les fórmules de Newton-Cotes també s'aproximava la funció a integrar per un polinomi i s'aproximava la integral de la funció per la integral del polinomi. En les fórmules de Newton-Cotes es fa coincidir el polinomi amb la funció en un conjunt de punts equidistants, això deixa completament determinat el polinomi. Si no s'imposa la condició que la funció coincideixi amb el polinomi en aquest conjunt de punts, sorgeix la qüestió de quin és el polinomi de grau n que millor aproxima la funció. La resposta a aquesta qüestió prové de buscar una classe de polinomis ortogonals que formin una base de l'espai vectorial (de dimensió infinita) de les funcions. Llavors es tracta d'aproximar la funció pels termes més significatius del seu desenvolupament en sèrie en aquesta base.
Es pot demostrar (vegeu Press, i cols., o Stoer i Bulirsch) que els punts on s'ha d'avaluar la funció són precisament les arrels d'un polinomi pertanyent a la classe de polinomis ortogonals.

## Normes per resoldre el problema bàsic
Per resoldre el problema d'integració establert més amunt,
els polinomis associats són els polinomis de Legendre, Pn(x). Amb el polinomi nth normalitzat perquè doni Pn(1) = 1, el ith node de Gauss, xi, és la ith arrel de Pn; el seu pes ve donat per (Abramowitz & Stegun 1972, p. 887)
{\displaystyle w_{i}={\frac {2}{\left(1-x_{i}^{2}\right)(P'_{n}(x_{i}))^{2}}}\,\!}
Sot seguit es donen algunes normes de segon nivell per acabar de resoldre el problema d'integració.
| Nombre de punts, n | Punts, xi                                                        | Pesos, wi                                          |
| ------------------ | ---------------------------------------------------------------- | -------------------------------------------------- |
| 1                  | 0                                                                | 2                                                  |
| 2                  | {\displaystyle \pm {\sqrt {1/3}}}                                | 1                                                  |
| 3                  | 0                                                                | 8⁄9                                                |
| 3                  | {\displaystyle \pm {\sqrt {3/5}}}                                | ⁵⁄9                                                |
| 4                  | {\displaystyle \pm {\sqrt {{\Big (}3-2{\sqrt {6/5}}{\Big )}/7}}} | {\displaystyle {\tfrac {18+{\sqrt {30}}}{36}}}     |
| 4                  | {\displaystyle \pm {\sqrt {{\Big (}3+2{\sqrt {6/5}}{\Big )}/7}}} | {\displaystyle {\tfrac {18-{\sqrt {30}}}{36}}}     |
| 5                  | 0                                                                | 128⁄225                                            |
| 5                  | {\displaystyle \pm {\tfrac {1}{3}}{\sqrt {5-2{\sqrt {10/7}}}}}   | {\displaystyle {\tfrac {322+13{\sqrt {70}}}{900}}} |
| 5                  | {\displaystyle \pm {\tfrac {1}{3}}{\sqrt {5+2{\sqrt {10/7}}}}}   | {\displaystyle {\tfrac {322-13{\sqrt {70}}}{900}}} |

## Canvi d'interval de la quadratura de Gauss
Una integral sobre [a, b] s'ha de transformar en una integral sobre [−1, 1] abans d'aplicar el mètode de quadratura de Gauss. Aquest canvi d'interval es pot fer de la següent manera:
{\displaystyle \int _{a}^{b}f(t)\,dt={\frac {b-a}{2}}\int _{-1}^{1}f\left({\frac {b-a}{2}}x+{\frac {a+b}{2}}\right)\,dx}
Després d'aplicar el mètode de quadratura de Gauss, s'obté la següent aproximació:
{\displaystyle {\frac {b-a}{2}}\sum _{i=1}^{n}w_{i}f\left({\frac {b-a}{2}}x_{i}+{\frac {a+b}{2}}\right)}

## Altres formes de quadratura de Gauss
El problema de la integració es pot expressar de una forma lleugerament més general a base d'introduir una funció de ponderació ω dins de l'integrand,
I permetent que l'interval sigui diferent de [−1, 1].
És a dir, el problema és calcular 
{\displaystyle \int _{a}^{b}\omega (x)\,f(x)\,dx}
Per algunes eleccions de a, b, i ω.
Pel cas a = −1, b = 1, i ω(x) = 1, 
El problema és el mateix que el que s'ha estudiat més amunt.
Altres eleccions d'aquest paràmetres porten a altres mètodes d'integració.
A baix se'n tabulen alguns.
Els nombres s'equació que es presenten corresponen amb Abramowitz and Stegun (A & S).
| Interval | ω(x)                                                                    | Polinomis ortogonals                       | A & S                              |
| -------- | ----------------------------------------------------------------------- | ------------------------------------------ | ---------------------------------- |
| [−1, 1]  | {\displaystyle 1\,}                                                     | Polinomis de Legendre                      | 25.4.29                            |
| (−1, 1)  | {\displaystyle (1-x)^{\alpha }(1+x)^{\beta },\quad \alpha ,\beta >-1\,} | Polinomis de Jacobi                        | 25.4.33 ({\displaystyle \beta =0}) |
| (−1, 1)  | {\displaystyle {\frac {1}{\sqrt {1-x^{2}}}}}                            | Polinomis de Chebyshev (de primera classe) | 25.4.38                            |
| [−1, 1]  | {\displaystyle {\sqrt {1-x^{2}}}}                                       | Polinomis de Chebyshev (de segona classe)  | 25.4.40                            |
| [0, ∞)   | {\displaystyle e^{-x}\,}                                                | Polinomis de Laguerre                      | 25.4.45                            |
| (−∞, ∞)  | {\displaystyle e^{-x^{2}}}                                              | Polinomis d'Hermite                        | 25.4.46                            |

### Teorema fonamental
Sia q un polinomi no trivial de grau n tal que
{\displaystyle \int _{a}^{b}\omega (x)\,x^{k}q(x)\,dx=0,\quad {\text{for all }}k=0,1,\ldots ,n-1.}
Si es trien els nodes de forma que siguin zeros de q, llavors existeixen pesos wi que fan que la integral calculada sigui exacta per a tots els polinomis de grau 2n − 1 o inferior. És més, tots aquests nodes seran dins de l'interval obert (a, b) (Stoer & Bulirsch 2002, pàg. 172–175).

### Estimació de l'error
L'error d'una quadratura de Gauss es pot establir tal com segueix (Stoer & Bulirsch 2002, Thm 3.6.24).
Per a una funció integrand que tingui 2n derivades contínues,
{\displaystyle \int _{a}^{b}\omega (x)\,f(x)\,dx-\sum _{i=1}^{n}w_{i}\,f(x_{i})={\frac {f^{(2n)}(\xi )}{(2n)!}}\,(p_{n},p_{n})}
Per algun ξ de (a, b), on pn és el polinomi ortogonal d'ordre n i on
{\displaystyle (f,g)=\int _{a}^{b}\omega (x)f(x)g(x)\,dx.\,\!}
En el cas particular (important) de què ω(x) = 1, es té l'estimació de l'error (Kahaner, Moler & Nash 1989, §5.2)
{\displaystyle {\frac {(b-a)^{2n+1}(n!)^{4}}{(2n+1)[(2n)!]^{3}}}f^{(2n)}(\xi ),\qquad a<\xi <b.\,\!}
Stoer i Bulirsch assenyalen que aquesta estimació de l'error, en la pràctica és inconvenient, ja que pot ser difícil estimar la derivada d'ordre 2n, i a més l'error real pot ser molt més petit que una fita superior establerta a partir de la seva derivada. Un altre enfocament és el de fer servir dues quadratures de Gauss de diferent ordre, i estimar l'error com la diferència entre els dos resultats. Per a aquest objectiu pot ser útil el mètode de quadratura de Gauss-Kronrod.

### Mètode de Gauss–Kronrod
Si l'interval [a, b] se subdivideix,
els punts d'avaluació de Gauss dels nous subintervals no coincideixen mai amb els punts previs (excepte al zero per a nombres senars),
i per tant l'integrand s'ha d'avaluar a cada punt.
El mètode de Gauss-Kronrod és una extensió de la quadratura de Gauss generada a base d'afegir {\displaystyle n+1} punts a una mètode de {\displaystyle n} punts de forma que el mètode resultant és d'ordre {\displaystyle 3n+1}.
Això permet calcular estimacions d'ordre més alt i reutilitzar les avaluacions de la funció fetes a l'estimació d'ordre inferior.
La diferència entre una quadratura de a Gauss i la seva extensió de Kronrod sovint es fa servir com una estimació de l'error d'aproximació.
El mètode rep el seu nom en honor de Alexander Kronrod qui el va inventar a la dècada del 1960.
Un exemple popular combina un mètode de Gauss de 7 punts amb un mètode de Kronrod de 15 punts (Kahaner, Moler & Nash 1989, §5.5). Com que els punts de Gauss queden incorporats als punts de Kronrod en total només cal fer 15 avaluacions de la funció per a obtenir una estimació de la quadratura i de l'error.
| Nodes de Gauss       |   | Pesos               |
| -------------------- | - | ------------------- |
| ±0.94910 79123 42759 | ∗ | 0.12948 49661 68870 |
| ±0.74153 11855 99394 | ∗ | 0.27970 53914 89277 |
| ±0.40584 51513 77397 | ∗ | 0.38183 00505 05119 |
| 0.00000 00000 00000  | ∗ | 0.41795 91836 73469 |
| Nodes de Kronrod     |   | Pesos               |
| ±0.99145 53711 20813 |   | 0.02293 53220 10529 |
| ±0.94910 79123 42759 | ∗ | 0.06309 20926 29979 |
| ±0.86486 44233 59769 |   | 0.10479 00103 22250 |
| ±0.74153 11855 99394 | ∗ | 0.14065 32597 15525 |
| ±0.58608 72354 67691 |   | 0.16900 47266 39267 |
| ±0.40584 51513 77397 | ∗ | 0.19035 05780 64785 |
| ±0.20778 49550 07898 |   | 0.20443 29400 75298 |
| 0.00000 00000 00000  | ∗ | 0.20948 21410 84728 |
En Patterson va presentar la forma de trobar més extensions d'aquesta mena.